# Бейин
Бейин (англ. Beyin) — приморская деревня в Гане. Расположена на берегу Гвинейского залива, к югу от озера Амансури и к востоку от районного центра Халф-Асини.
В Бейине находится форт Аполлония, в настоящее время — Музей нземской культуры и истории (Fort Apollonia Museum of the Nzema culture and history).

## История
В 1655—1657 годах Аполлония была торговым постом шведской колонии Золотой берег. Затем Аполлония принадлежала англичанам. Между 1768 и 1770 годами был построен форт. В марте 1867 года был подписан англо-голландский договор, по которому англичане получили от голландцев форты Моури, Кормантин, Апам и Кревкёр, а взамен отдали голландцам форты Аполлония (Бейин), Диксков, Секонди и Коменда.
В 1979 году форт Аполлония в Бейине был признан частью объекта всемирного наследия ЮНЕСКО Форты и замки Вольты, Большой Аккры, Центрального и Западного регионов.